# معركة أناب
معركة أناب (وتسمى أيضًا معركة أرض الحاتم أو فونس موراتوس)، هي معركة وقعت في 29 يونيو 1149 أثناء الحملة الصليبية الثانية بين الجيش الذي يقوده نور الدين زنكي ضد الجيش المشترك للأمير ريموند الثاني أمير أنطاكية وطائفة الحشاشين بقيادة علي بن وفاء. تم بعد ذلك نهب إمارة أنطاكية وتقليص حجمها مع دفع حدودها الشرقية غربًا.

## الأحداث
قام ريموند حاكم أنطاكية بعد عام من معركة حصن عريمة بالهجوم على قوات نور الدين المتواجدة قرب أفاميا في سنة 544 هـ (الموافق ل 1149 م)، مما أدى إلى تراجع في جيوش نور الدين زنكي.
نجح نور الدين في إعادة تجميع قواته ليلتقي بالجيش الصليبي عند قلعة أنب لتتم المواجهة بين جيش نور الدين وجيش ريموند الثاني الذي كان متحالفا مع علي بن وفا زعيم الحشاشين. دهش نور الدين من ضعف جيش ريموند وقد ظن بادء الأمر أن هناك خديعة. بدأ الهجوم الشامل في 9 صفر/ 29 يونيو من نفس العام على جيش ريموند مم أدى إلى سحق الجيش الصليبي ورفض ريموند الفرار نظرا للمكانة التي كان يتمتع فيها،. وقتل في المعركة بضربة سيف من أسد الدين شيركوه. وقام نور الدين بارسال رأس ريموند إلى الخليفة العباسي المقتفي لأمر الله.
استغل نور الدين حالة التخلخل التي أصابت إمارة أنطاكية، ليندفع فاتحا معظم القرى والمدن فعمل على الاستيلاء على عدد من الحصون في كل الوادي الأوسط لنهر العاصي، ومنها أزمان وأنب، وعم، واجتاح سهل أنطاكية حتى بلغ ميناء السويدية وبذلك قضى على المراكز الصليبية الأمامية الواقعة بين حلب وأنطاكية التابعة لها حتى وصل أبواب أنطاكية. لكنه وجد مقاومة شديدة من أرملة ريموند الثاني كما دفع بالدوين الثالث جيوشه نحو الشمال لتخفيف الحصار عن أنطاكية.

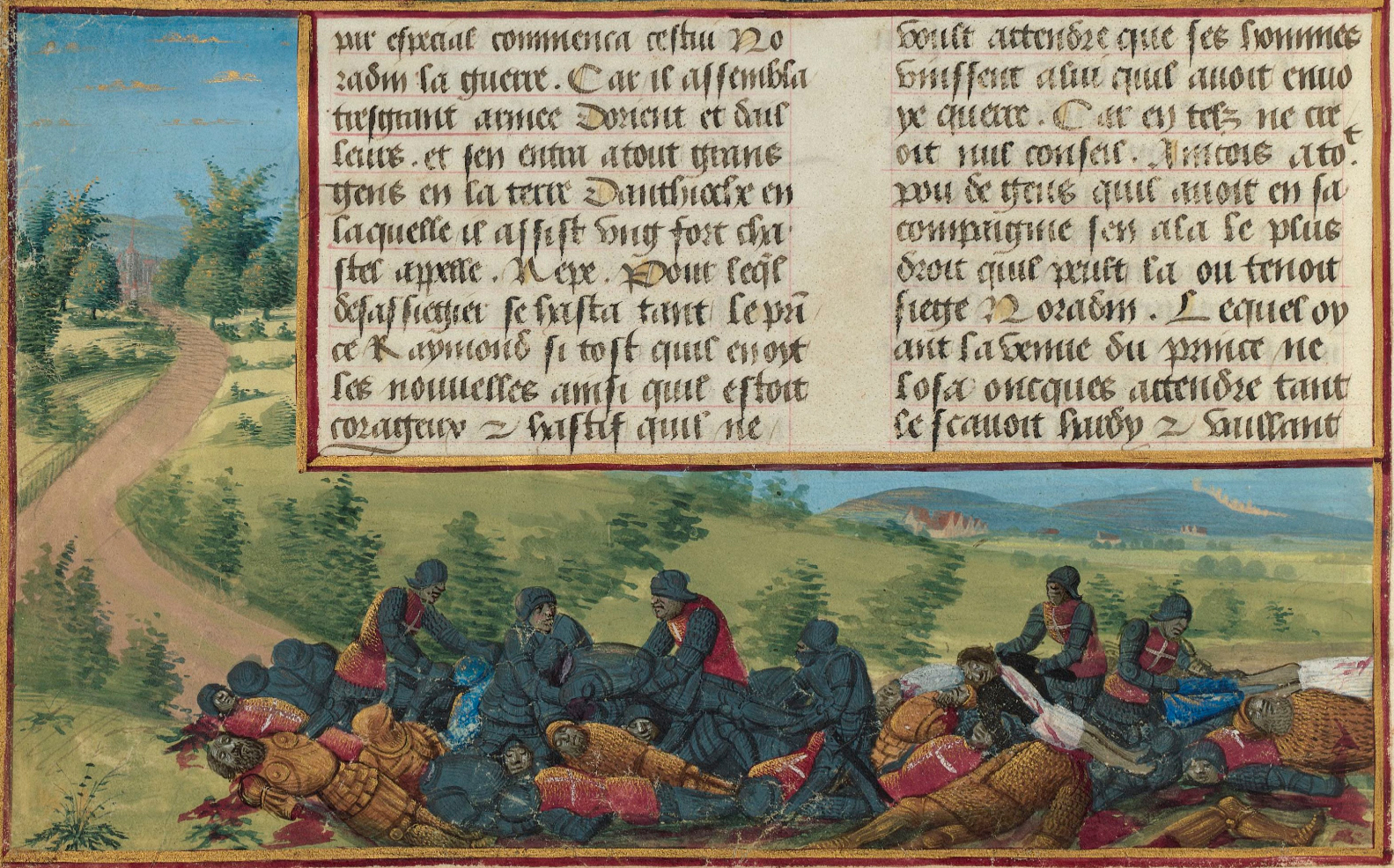
دفن ريموند بعد المعركة.

ترك نور الدين بعض من جيشه في محاصرة أنطاكية، واتجه إلى قلعة أفاميا، فخاف أهلها على نفسهم وأعلنوا استسلامهم بعد أن أمنهم نور الدين على أنفسهم.
ولما تناه له أن بالدوين الثالث قد حرك جيشه باتجاه أنطاكية اتفق مع الإمارة المحاصرة على المهادنة على أن تكون ما يقرب من الأعمال الحلبية له وما يقرب من أنطاكية لهم.

## ما بعد المعركة
توجه نور الدين زنكي إلى محاصرة أنطاكية نفسها، ولكن لم يتمكن من أخذه. على الرغم من أن فقدان أميرها أثر عليهم، ودافعت بشدة عن المدينة كونستانس ارملة ريموند والبطريرك ليموج. وسار الملك بالدوين الثالث إلى الشمال لتخليص المحاصرين. في حين وجد جوسلين الثاني أن هزيمة العدو التاريخي ريموند وموته وضعه في موضع الخطر. ومن ثم سيقبض على جوسلين من قبل نور الدين وتخضع ما تبقى من إمارة الرها لنور الدين زنكي
بعد النصر في إنب، أصبح نور الدين زنكي بطلا في العالم الإسلامي. أصبح هدفه تدمير الدول الصليبية، وتعزيز الإسلام من خلال الجهاد، كان قد جلس بالفعل بإعداد المدارس الدينية والمساجد الجديدة في مدينة حلب.بدأ نور الدين زنكي في السيطر على ما تبقى من مقاطعة الرها، ومن ثم سيطر على دمشق تحت حكم تاريخي عام 1154، وبالتالي إضعاف الدول الصليبية